# Санпопал
Санпопал (Санпо Пел) (тиб. བཟང་པོ་དཔལ; 1261– 1323) — 11-й сак'я-трицзін (настоятель-правитель) школи Сак'я у 1298—1323 роках. Повне ім'я Дан'ї Ченпо Санпопал.

## Життєпис
Походив з аристократичного роду Чжамьянгон з клану Кхен. Син Єше Юн-не, придворного лами вана Хюгечі(сина імператора Хубілая), й Джомо Рінчен Кі з родини Палрін. Санпопал народився 1261 року в провінції Юньнань. З дитинства почав вивчати канони школи Сак'я, але відчував до цього хисту.
У 1282 році викликаний до імператорського двору в Ханбалику. Однак пізніше поставили під сумнів його легітимність і вислали на острів біля узбережжя Південного Китаю.
1294 році знать та намісники в Тибеті звернулися до імператора Оладжейту-Темура щодо відновлення управління школою Сак'я представника клану Кхен. Ймовірно це було пов'язано з падінням авторитету школи в самому Тибеті, що підірвало міцність керування. 1296 року Санпопала було повернуто до Ханбалику, а 1298 року призначено сак'я-трицзіном (настоятелем-правителем) школи Сак'я. Також за наказом імператора оженився на члені імператорської династії — Мюдеген — і 5 представницях тибетської знаті.
Втім фактично отримав владу над Сак'я лише у 1303 році (офіційна церемонія відбулася 1306 року). В цей час надолужував знання з тибетського буддизму. 1311 року імператора Аюрбарібада надав йому титул гоші (державного наставника) та данса-ченпо (настоятеля-правителя). 1313 року прийняв чернеці обітниці. 1314 року його син Кюнга Лотро Г'ялцен отримав посаду діші (імператорського наставника) Тибету.
Помер 1323 року. Його 13 синів розділилися на 4 гілки: Чжітун, Лхакхан, Рінченан і Дучо на чолі із данса (настоятелем), які почали негайно боротьбу між собою. Посаду сак'я-трицзіна і данса-ченпо отримав син померлого — Хацун Намхе Лекпа Г'ялцен.